# Theeßen
Theeßen is een dorp in de Duitse deelstaat Saksen-Anhalt, en maakt sinds 19 januari 2008 deel uit van de stad Möckern in de Landkreis Jerichower Land.
Theeßen telt 515 inwoners.

## Geschiedenis
Theeßen is in 1296 met stadsrechten toebedeeld. Theeßen was tot 19 januari 2008 een zelfstandige gemeente.
Altengrabow · Bomsdorf · Brandenstein · Brietzke · Büden · Dalchau · Dörnitz · Drewitz · Friedensau · Glienicke · Göbel · Grabow · Grätzer Hof · Hobeck · Hohenziatz · Isterbies · Kähnert · Kalitz · Kampf · Klein Lübars · Klepps · Krüssau · Küsel · Loburg · Lübars · Lühe · Lütnitz · Lüttgenziatz · Magdeburgerforth · Pabsdorf · Räckendorf · Reesdorf · Riesdorf · Rietzel · Rosian · Rottenau · Schweinitz · Stegelitz · Theeßen · Tryppehna · Wahl · Waldrogäsen · Wallwitz · Wendgräben · Wörmlitz · Wüstenjerichow · Zeddenick · Zeppernick · Ziegelsdorf · Ziepel